# كمال الدين وتمام النعمة
كتاب كمال الدين وتمام النعمة، لمحمد بن علي بن بابويه القمي المعروف بالشيخ الصدوق المتوفى سنة 381 هـ وهو من كبار علماء الطائفة الإمامية. ألّفه لإِزالة بعض الشبهات حول المهدوية، التي أُثيرت عند الشيعة، وذلك مع استعراض احاديث الصحاح أو المجمع عليه أو المتواتر منها.

## المؤلف
أبو جعفر محمد ابن علي المعروف بابن بابويه القمي والأشهر الشيخ الصدوق، المتوفى سنة 381، هـو من كبار فقهاء ومحدثي الشيعة الذي تعتبر مؤلفاته من المصادر الموثوقة عند الشيعة الإمامية. وهو صاحب كتاب من لا يحضره الفقيه أحد الكتب الأربعة عند الشيعة.
ألّف الشيخ الصدوق كتاب كمال الدين وتمام النعمة بعد رجوعه من زيارة مرقد علي الرضا إلى مدينة نيسابور، فوجد هناك الكثير من الشيعة الذين حيّرتهم الغيبة حتّى دخلت عليهم الشبهات، فجعل يبذل جهوده لإرشادهم ورفع الشبهات والشكوك، من خلال الأخبار الصحيحة الصادرة عن النبيّ وآله.

## محتوی الکتاب
كتاب «كمال الدين وتمام النعمة» أو «إكمال الدين وإتمام النعمة»  يعدّ من كتب القيمة عند الشيعة الإثنا عشرية، يبحث المؤلف فيه بحثاً تحليليّاً عن شخصيّة الإمام محمد بن الحسن المهدي وما يختص بوجوده وغيبته وما يدور حوله في 58 باباً.
يتعرض المؤلف في مقدمة الكتاب إلى ذكر مجموعة من الأبحاث، حول خليفة الله ووجوب طاعته وضرورة عصمته، ثمّ يتطرق إلى اثبات الغيبة والحكمة منها، ثم يبارز المنكرين ويجيب عن الشبهات ويرد على شكوك المخالفين وكلّ ذلك مع ذكر البراهين من القرآن وصحيح الأخبار عن النبي والأئمة.

## طبعاته
طُبع الكتاب عدة مرات في إيران والنجف بطبع الحجري والحروفي، وطبع مؤخرأ في جزئين بتحقيق وتعليق على أكبر غفاري، ونُشر من قبل مؤسسة النشر الإسلامي التابعة لجماعة المدرسين بقم عام 1405 هـ.

## نسخ الکتاب
توجد من هذا الكتاب نسخ خطيّة كثيرة، منها:
- نسخة مخطوطة في جزئين، كُتب الجزء الأول سنة 1079 هـ، والجزء الثاني سنة 1081 هـ بخط أبو طالب محمد بن هاشم بن عبد الله الحسيني الفتال، ومحفوظه في مكتبة آيت الله المرعشي في قم.
- ونسخة أخرى في مكتبة ملك في طهران كتبها إسماعيل بن محمد قاسم نائينى، سنة 1021 هـ.
- ونسخة نفيسة بخط النستعليق كتبها محمد رضا بن شكر اللّه دزمارى، اوائل ذى قعده سنة 1033هـ وهي محفوظه في مكتبة آستان القدس الرضوي في مشهد.[7]